# Dzawchan
Dzawchan – rzeka w zachodniej Mongolii o długości 808 km oraz powierzchni dorzecza 71 100 km².
Źródła w Górach Changajskich, uchodzi do jeziora Chjargas nuur.